# Chalepogenus herbsti
Chalepogenus herbsti är en biart som först beskrevs av Heinrich Friese 1906.  Chalepogenus herbsti ingår i släktet Chalepogenus och familjen långtungebin. Inga underarter finns listade i Catalogue of Life.